# グレートセイカン
グレートセイカンは日本中央競馬会に所属し、1975年から1978年にかけて活躍していた競走馬である。第12回札幌記念でトウショウボーイに勝った馬として知られている。

## 戦績
現役時代はオープンクラスに定着するまで時間もかかったが、札幌記念でトウショウボーイ・クライムカイザーの4歳クラシック馬をまとめて負かした。トウショウボーイの出遅れのにも助けられたが、追い込む同馬をハナ差封じた。なお、トウショウボーイは生涯同世代以外の馬に先着された例は2例しか無く、しかも勝ってこの記録を達成したのは当馬だけである。他には、オールカマーとダービー卿チャレンジトロフィーで優勝。郷原洋行のお手馬でもあった。芝・ダート兼用の競走馬だった。東京のダート1400ｍ（レコード勝ち）、芝1400ｍの両方で（いずれもオープン競走）勝利を記録している。

## 主な勝ち鞍
- 第12回札幌記念(札幌ダート2000m)
- 第22回オールカマー(中山芝2000m)
- 第9回ダービー卿チャレンジトロフィー(東京競馬場芝1800m)
- 札幌日経賞（札幌ダート1800ｍ）※上記札幌記念の前哨戦。

## 種牡馬時代
種付け無料の種牡馬ということもあり、そこそこの人気を集めた。父に似てダートを主戦場とする産駒が多く、活躍の場は公営を中心としたものであった。
（主な産駒）
- イシノセイカン 上山 紅葉賞（廃止当時-すみれ賞）
- グレートコマンダー[注 3] 新潟 朱鷺大賞典・金蹄賞・三条記念2回）
- シンセイカン 京都記念2着

## 血統表
| グレートセイカンの血統（バーラム系）    | グレートセイカンの血統（バーラム系）   | グレートセイカンの血統（バーラム系） | （血統表の出典）           | （血統表の出典）  |
| 父 *パーシア Parthia 1956 イギリス 鹿毛 | 父の父Persian Gulf 1940 鹿毛           | Bahram                               | Blandford                  | Blandford         |
| 父 *パーシア Parthia 1956 イギリス 鹿毛 | 父の父Persian Gulf 1940 鹿毛           | Bahram                               | Dead Lock                  |                   |
| 父 *パーシア Parthia 1956 イギリス 鹿毛 | 父の父Persian Gulf 1940 鹿毛           | Double Life                          | Bachelor's Double          | Bachelor's Double |
| 父 *パーシア Parthia 1956 イギリス 鹿毛 | 父の父Persian Gulf 1940 鹿毛           | Double Life                          | St.Joan                    |                   |
| 父 *パーシア Parthia 1956 イギリス 鹿毛 | 父の母Lightning 1950 鹿毛              | Hyperion                             | Gainsborough               | Gainsborough      |
| 父 *パーシア Parthia 1956 イギリス 鹿毛 | 父の母Lightning 1950 鹿毛              | Hyperion                             | Selene                     |                   |
| 父 *パーシア Parthia 1956 イギリス 鹿毛 | 父の母Lightning 1950 鹿毛              | Chenille                             | King Salmon                | King Salmon       |
| 父 *パーシア Parthia 1956 イギリス 鹿毛 | 父の母Lightning 1950 鹿毛              | Chenille                             | Sweet Aloe                 |                   |
| 母 トクユウ 1963 日本 栗毛              | 母の父*ハロウエー Harroway 1940 黒鹿毛 | Fairway                              | Phalaris                   | Phalaris          |
| 母 トクユウ 1963 日本 栗毛              | 母の父*ハロウエー Harroway 1940 黒鹿毛 | Fairway                              | Scapa Flow                 |                   |
| 母 トクユウ 1963 日本 栗毛              | 母の父*ハロウエー Harroway 1940 黒鹿毛 | Rosy Legend                          | Dark Legend                | Dark Legend       |
| 母 トクユウ 1963 日本 栗毛              | 母の父*ハロウエー Harroway 1940 黒鹿毛 | Rosy Legend                          | Rosy Cheeks                |                   |
| 母 トクユウ 1963 日本 栗毛              | 母の母レツドスタン 1955 栗毛           | イツセイ                             | *セフト                    | *セフト           |
| 母 トクユウ 1963 日本 栗毛              | 母の母レツドスタン 1955 栗毛           | イツセイ                             | レボアモンド               |                   |
| 母 トクユウ 1963 日本 栗毛              | 母の母レツドスタン 1955 栗毛           | コウゲン                             | ハクリユウ                 | ハクリユウ        |
| 母 トクユウ 1963 日本 栗毛              | 母の母レツドスタン 1955 栗毛           | コウゲン                             | 第七デヴオーニア F-No.10-d |                   |

- 半姉にミスフアラリス（父ガーサント、浦和桜花賞）がいる。